# Hexapla

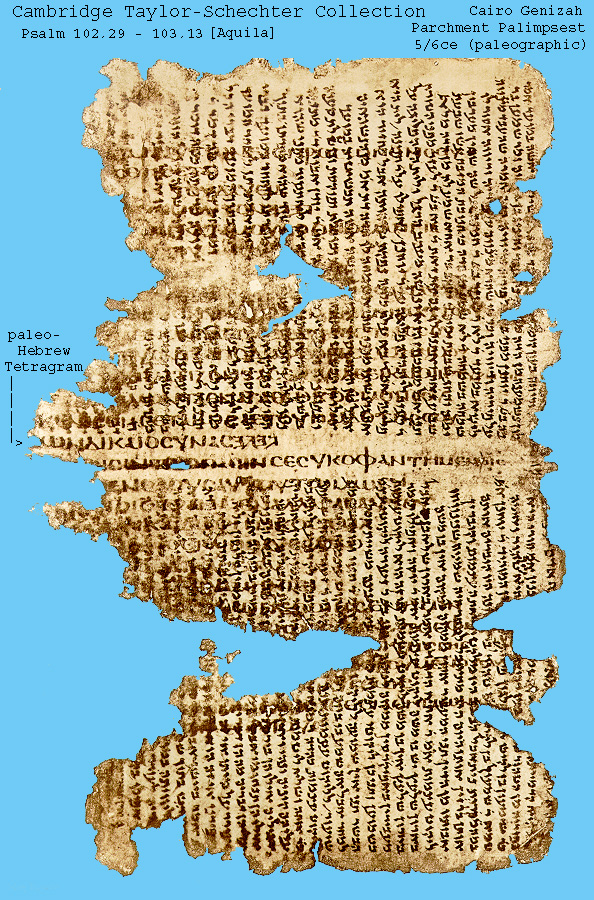
Psalmen 102,29–103,13 in Übersetzung Aquilas

Die Hexapla (griechisch Ἑξαπλᾶ ‚die Sechsfache‘) ist eine von Origenes um 245 redigierte mehrsprachige Synopse des alttestamentlichen Textes in sechs Spalten. Sie verfolgte das Ziel, die Übereinstimmung des griechischen Textes der Septuaginta mit dem hebräischen (vor-masoretischen) Text zu erweisen oder, wo nötig, diese Übereinstimmung herzustellen.
Dazu wurde der Septuagintatext um Passagen, die nur im hebräischen Text überliefert waren, ergänzt; wo umgekehrt der griechische Text über den hebräischen hinausging, wurden Tilgungszeichen angebracht. Dieser philologische Ansatz sollte dem möglichst genauen Verständnis des Urtexts dienen und eine kompetente Exegese ermöglichen.

## Anordnung der Texte/Sprachen
1. In der ersten Spalte fand sich der hebräische Konsonantentext,
2. in der zweiten der hebräische Text in griechischer Umschrift,
3. in der dritten die griechische Übersetzung Aquilas,
4. in der vierten die griechische Übersetzung von Symmachus dem Ebioniten,
5. in der fünften die von Origenes rezensierte Septuaginta (auch Origenische oder Hexaplarische Rezension genannt) und
6. in der sechsten die griechische Übersetzung von Theodotion.

## Die Hexapla in der Frühzeit
Einzelne Teile des Textes, z. B. die Psalmen, versah Origenes mit mehr Spalten, die unbekannte Übersetzungsquellen wiedergeben. Sie werden „Quinta“, „Sexta“ und „Septima“ genannt.
Das gesamte Werk soll 50 Bände mit 6000 Blättern umfasst haben. Wahrscheinlich existierten vom Gesamtwerk keine Kopien. Das Original wurde in der Bibliothek des Pamphilos von Caesarea in Cäsarea gesehen. Spätestens seit dem Arabereinfall 638 gilt es als verschollen.
Eine andere Schrift von Origenes fand sich ebenfalls in dieser Bibliothek: die Tetrapla, die vier Spalten enthielt. Sie enthielt die Werke von Aquila, Symmachus, der Septuaginta und Theodotion. Ob sie eine Vorarbeit oder eine Kurzfassung der Hexapla war, lässt sich heute nicht beantworten.
Vom Gesamtwerk existieren keine Kopien mehr. Pamphilos und Eusebius stellten Kopien der Origenischen Rezension her. Eusebius zitierte in seiner Demonstratio Fidei daraus.

## Die Hexapla im 19. Jahrhundert
Giovanni Mercati entdeckte und entzifferte 1895 eine Abschrift der Hexapla in fünf Spalten mit ca. 150 Psalmversen. Es handelt sich um ein Palimpsest mit liturgischen Texten der Griechisch-orthodoxen Kirche, die Mercati in der Biblioteca Ambrosiana in Mailand studierte. Es ist als Codex Rescriptus Bibliothecae Ambrosianae O 39 sup. (Mailänder Fragmente) bekannt. Der Minuskeltext stammt aus dem 9. oder 11. Jahrhundert und enthält die griechische Umschrift der hebräischen Buchstaben (Secunda), die Werke von Aquila und Symmachus dem Ebioniten sowie, etwas überraschend, die Quinta. Die Umschrift gibt einen Einblick in die Aussprache des Hebräischen im 3. Jahrhundert.
Ein weiteres Fragment einer Hexapla-Handschrift fand sich als Palimpsest in der Kairoer Geniza, jetzt als Ms. T-S 12.182 in Cambridge. Es enthält einen Teil von Psalm 22 in allen sechs Spalten.
Etwas älter ist die Veröffentlichung des Codex Ambrosianus C. 313 Inf. durch Antonio Maria Ceriani im Jahre 1874. Der Codex enthält eine syrische Übersetzung (sogenannte Syrohexaplaris) der von Origenes rezensierten Septuaginta (LXX) in der 5. Spalte, die von Bischof Paul von Tella 615/617 angefertigt wurde, sowie viele Randlesungen von Aquila, Symmachus und Theodotion.
Frederick Field gab 1875/76 zwei Bände mit dem Titel Origenis Hexaplorum heraus. Sie enthält eine vollständige Sammlung der damals bekannten hexaplarischen Fragmente. Er ordnete den Text aber nach anderen Kriterien an.
Allerdings hatte Origenes seine Rezension mit den textkritischen Zeichen des Aristarchos von Samothrake versehen, welche die Abschreiber oft für unwichtig hielten und nicht mit abschrieben, so dass die erhaltenen griechischen Handschriften oft einen Mischtext der Origenischen und der übrigen Rezensionen bieten. Da in der Syrohexaplaris die Varianten oft als solche vermerkt sind, stellt diese eine große Hilfe bei der Rekonstruktion des ursprünglichen Hexaplatextes dar.

## Moderne Hexapla-Ausgaben
Die Bezeichnung „Hexapla“ wird heutzutage auch für Druckwerke verwendet, in denen verschiedene moderne Bibelübersetzungen in einem sechsspaltigen Format nebeneinandergestellt werden.

## Weblink
- hexapla.org